# Moringhem
Moringhem (flämisch: Moringem) ist eine Gemeinde im Norden Frankreichs mit 555 Einwohnern (Stand: 1. Januar 2022). Sie gehört zur Region Hauts-de-France, zum Département Nord, zum Arrondissement Saint-Omer und zum Kanton Saint-Omer. 

## Geographie
Moringhem liegt etwa zehn Kilometer westnordwestlich von Saint-Omer und grenzt an Mentque-Nortbécourt im Norden und Westen, Houlle im Norden und Nordosten, Moulle im Nordosten, Serques im Osten und Nordosten, Zudausques im Süden und Südosten, Quelmes im Süden, Boisdinghem im Südwesten sowie Acquin-Westbécourt im Westen und Südwesten. Die Gemeinde gehört zum Regionalen Naturpark Caps et Marais d’Opale.
Durch die Gemeinde führt die Autoroute A26.

## Bevölkerungsentwicklung
| Jahr                       | 1962 | 1968 | 1975 | 1982 | 1990 | 1999 | 2006 | 2013 |
| -------------------------- | ---- | ---- | ---- | ---- | ---- | ---- | ---- | ---- |
| Einwohner                  | 381  | 360  | 368  | 363  | 361  | 383  | 456  | 525  |
| Quellen: Cassini und INSEE |      |      |      |      |      |      |      |      |

## Sehenswürdigkeiten
- Kirche Saint-André, 1956–1958 wieder errichtet
- Kirche Saint-Maxime in Difques aus dem 15. Jahrhundert
- Mühle Debacker (auch: Mühle Achille oder Mühle Rivé) aus dem 18. Jahrhundert
- Kapelle von 1714

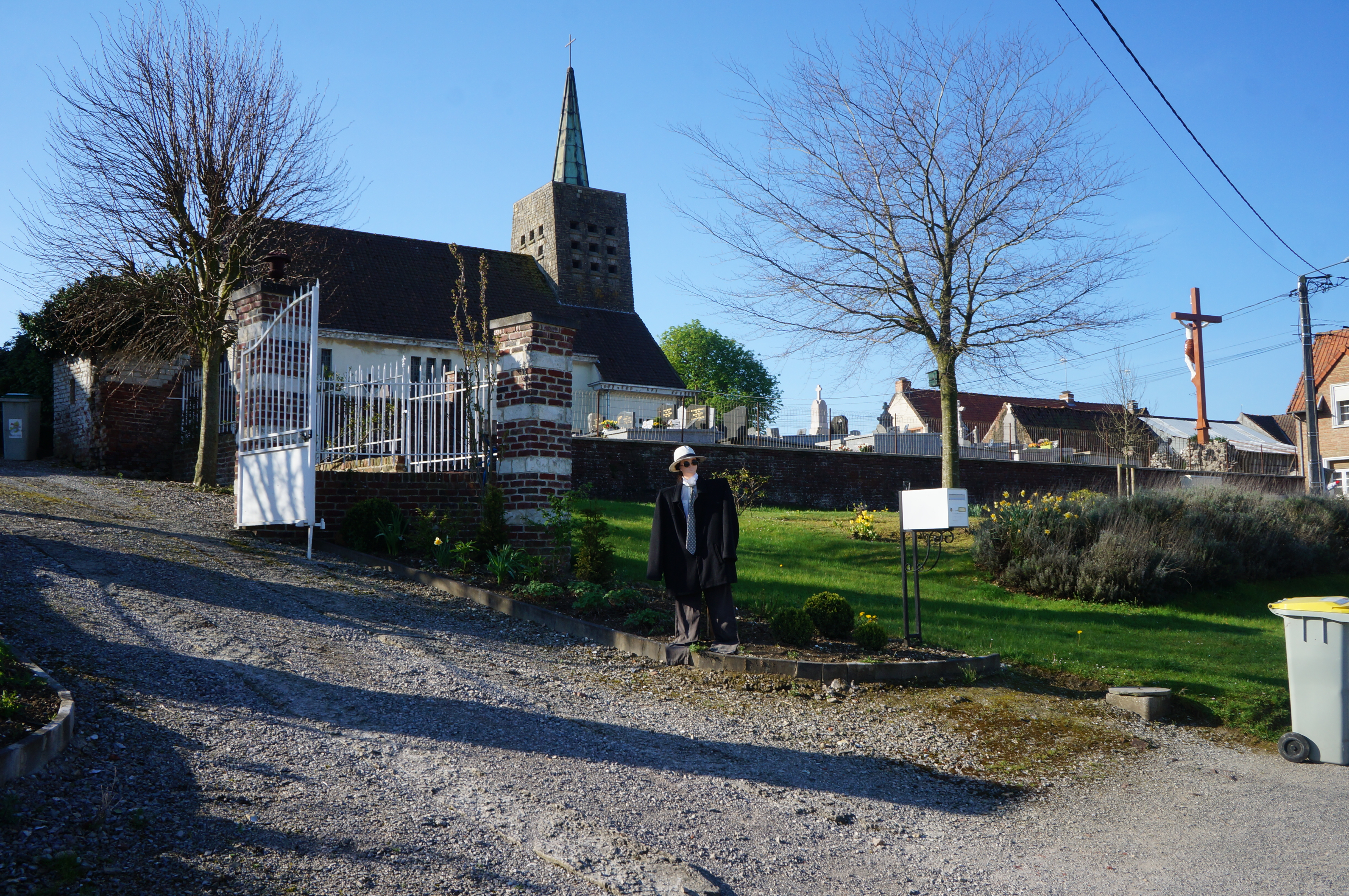
Kirche Saint-André
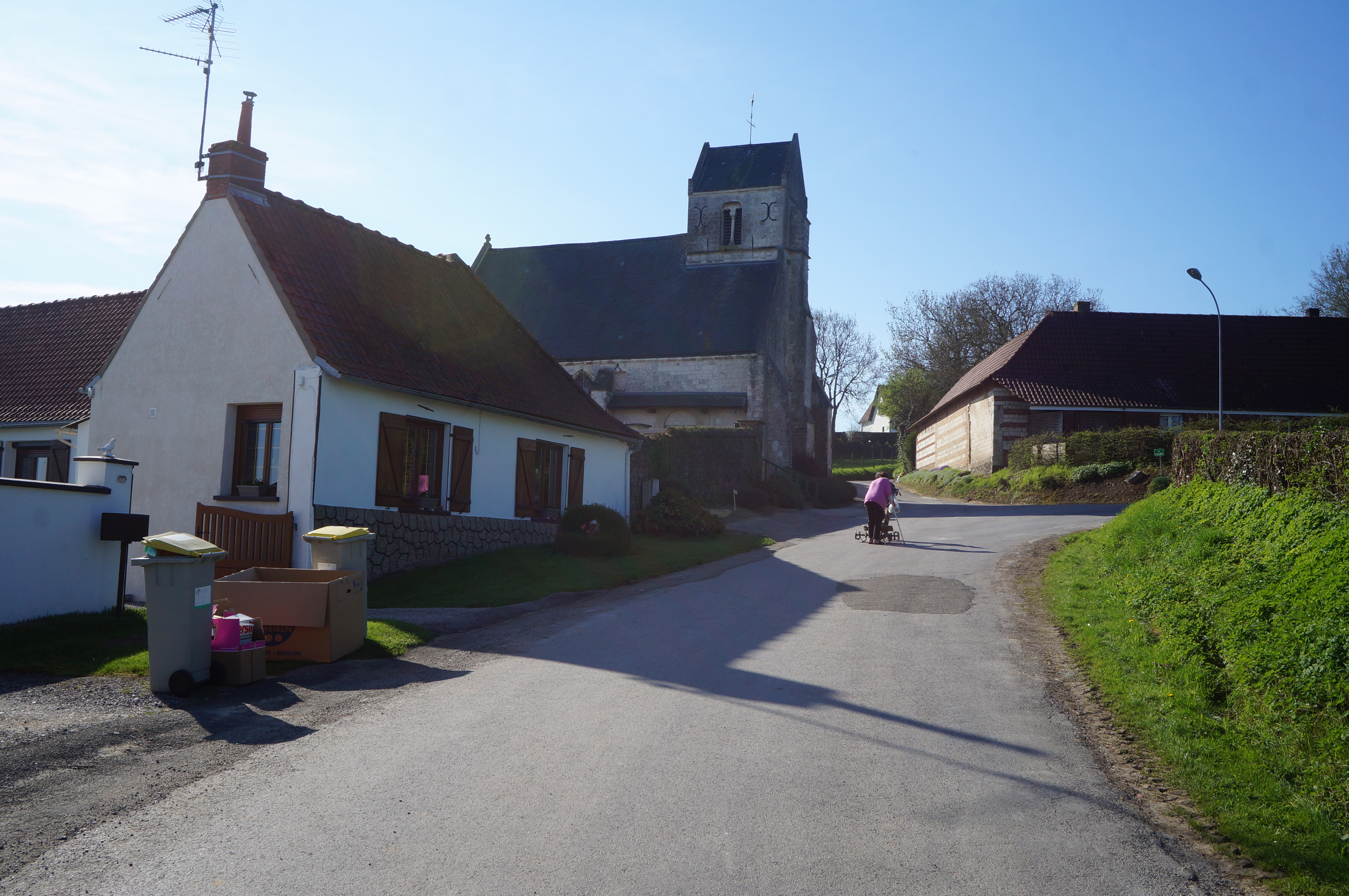
Kirche Saint-Maxime